# Social- og Boligstyrelsen
Social- og Boligstyrelsen (tidligere kendt som Servicestyrelsen og Socialstyrelsen) er en styrelse under Social-, Bolig- og Ældreministeriet (Socialministeriet), der fungerer som udviklings- og rådgivningsvirksomhed inden for det sociale område og fra regeringsdannelsen i 2022 også på bolig- og byggeriområdet. Styrelsen har hovedsæde i Odense og har derudover kontorer i København. 

## Historie
Socialstyrelsen blev etableret den 1. juli 2001 som Institut for Pensions- og Ældrepolitik.
I juli 2003 ændrede instituttet navn til Styrelsen for Social Service og hed det frem til 2007 hvor navnet skiftede til Servicestyrelsen. I 2012 blev navnet ændret til Socialstyrelsen.
Tilskudsadministrationen kom ind under Socialstyrelsen i august 2015 efter at den havde hørt under Socialministeriets departement.
Socialstyrelsen havde hovedkontor i Odense, men styrelsens afdeling i København var nået op på samme størrelse som hovedkontoret, da man i 2015 planlagde at flytte afdelingen i København til Odense.
Det var som led i regeringens plan Bedre Balance om udflytning af statslige arbejdspladsen,
hvor der for styrelsen skulle flyttes 177 arbejdspladser.
I december 2017 meddelte Socialstyrelsen af flytningen var gennemført og de sidste lokaler i København var lukket.

### Sager om millionsvindel
Sidst i august 2018 fandt en intern kontrol hos Socialstyrelsen en fejludbetaling.
Ved nærmere gennemgang i september fik styrelsen en mistanke om, at en medarbejder uberettiget havde tilegnet sig tilskudsmidler, og medarbejderen blev meldt til Fyns Politi.
Interne undersøgelser af 122.000 transaktioner fik styrelsen til i begyndelsen af oktober at lave en foreløbig opgørelse, der pegede på, at ca. 111 millioner kroner var uberettiget overført gennem en længere årrække begyndende i 2002.
Medarbejderen, den 64-årige danske kvinde Anna Britta Troelsgaard Nielsen (også kendt som Britta Nielsen), blev efterlyst internationalt gennem Interpol.
Hun var allerede den 30. september 2018 blevet varetægtsfængslet in absentia.
Med baggrund i sagen iværksatte ministeriet to eksterne undersøgelser.
En revisionundersøgelse forestået af PwC skulle se nærmere på selve den hævdede svindel og kontrollen hos styrelsen, mens en advokatundersøgelse ved Kammeradvokaten skulle placere et ansvar.
Sagen betød, at Socialstyrelsen tilbageholdte udbetalingerne en kort tid, indtil der var nået klarhed over kontonumrene, der skulle overføres til.
Den 5. november 2018 blev den hovedmistænkte anholdt i Sydafrika. Nima Nabipour skal forsvare Britta Nielsen i byretten.
Samme år politianmeldte Socialstyrelsen en mand af somalisk afstamning for forhold om bedrageri af særlig grov beskaffenhed og dokumentfalsk.
Manden skulle i følge påstanden have bedraget for 4,5 millioner kroner ved at forgive at ville afholde velgørenhedsarrangementer for misbrugere blandt minoriteter i Danmark.
Den 22. november 2018 blev manden varetægtsfængslet i 27 dage.

## Arbejdsområder
Socialstyrelsen arbejder inden for områderne, handicap, udsatte voksne og børn & unge.
Inden for alle de fire fagområder arbejder Socialstyrelsen med at udvikle nye metoder i arbejdet med socialområdet, opsamle og formidle viden f.eks. til personale i kommuner, til brugere, og organisationer. Det sker blandt andet ved at uddanne personale, udbyde projekter gennem puljemidler, og ved at samarbejde med aktører på de fire fagområdet.
På børn og unge området arbejder man primært med børn og unge, der er i en socialt udsat situation, men i stigende grad også med børn i almene dagtilbud. På dette område har man også store evidensbaserede programmer, som Parent Management Training (PMT eller PMTO), De Utrolige År (DUÅ) og Multidimensional Treatment Foster Care (MTFC).
Handicapområdet dækker de mange forskellige problemstillinger og behov, som forskellige former for handicap giver. Et fokusområde er at sikre lige muligheder og vilkår for borgere med et handicap.
På udsatteområdet arbejder man med socialt udsatte mennesker, dvs. mennesker der er i en livssituation og har en fremtidsudsigt, som de har vanskeligt ved at styre til egen fordel – en situation der medfører at det enkelte menneske er i en overhængende risiko for decideret udstødelse. Der er ofte tale om arbejde meget tæt på målgrupperne, og projekterne på udsatteområdet er ofte i meget direkte kontakt med slutbrugerne – de socialt udsatte eller professionelle der yder indsatsen for at hjælpe dem.

## Udgivelser og informationsvirksomhed
Socialstyrelsen udgiver også en lang række publikationer, der beskriver der erfaringer og viden fra styrelsens projekter.
Socialstyrelsen driver desuden vidensportal.dk, der samler forskningsbaseret viden på det sociale område.
Den nationale videns- og specialrådgivningsorganisation – VISO – er en del af Socialstyrelsen.